# ダイオーロジスティクス
ダイオーロジスティクス株式会社（Daio Logistics Co.,Ltd.）は、愛媛県四国中央市に本社を置く日本の運送会社。大王製紙の100%子会社。

## 概要
1988年11月16日に大王紙運輸株式会社として設立。2013年4月1日に、大王製紙グループ再編に伴い、大王製紙の製品輸送を担当していたエリエール運輸株式会社、名古屋紙運輸株式会社、大宮運輸株式会社、三和倉庫作業株式会社、北関東紙運輸株式会社の5社を吸収合併したと同時に現在の社名へ変更。以降、大王製紙グループの製品輸送を担っている。
2020年7月1日付で、鬼怒川ゴム工業の子会社であったケイジー物流株式会社（現：ダイオーエクスプレス株式会社）の全株式を取得し、ケイジー物流を完全子会社化した。
ダイオーロジスティクスはケイジー物流を子会社化したことで、両社のネットワークを生かしながら、復荷を活用した大王製紙のグループ外企業への販売、生産拠点と需要地を結ぶ幹線物流並びに各需要地でのエリア内物流の構築による安定供給体制の強化などを図る。
2023年4月1日付で、子会社であるダイオーエクスプレス株式会社を吸収合併した。

## 事業所
- 本社・西日本支店 - 愛媛県四国中央市中之庄町1695番
- 中部支店 - 岐阜県可児市土田1785番地
- 東日本支店 - 静岡県富士宮市羽鮒2306番
- 北海道・東北営業所 - 福島県いわき市南台4丁目3番1号
- 東京営業所 - 東京都江東区新木場2丁目5番2号  新木場倉庫事務所2階
- 津山営業所 - 岡山県津山市川崎200番地1 大成製紙事務所内

## 沿革
- 1988年11月16日 - 大王紙運輸株式会社として設立。
- 2013年4月1日 - エリエール運輸、名古屋紙運輸、大宮運輸、三和倉庫作業、北関東紙運輸の5社を吸収合併。同時に商号をダイオーロジスティクス株式会社へ変更。
- 2018年 - 大王製紙が静岡県・岐阜県・愛媛県に稼働させた大型物流センターにおけるパレット輸送を開始。
- 2020年7月1日 - 株式譲渡により、ケイジー物流を完全子会社化。
- 2023年4月1日 - ダイオーエクスプレスを吸収合併。

## 不祥事
下請け業者2社に対し、大王製紙グループ外の荷主から受注した運送業務を自社に対して再委託するよう強制したとして、公正取引委員会は2024年2月21日に再発防止を求める勧告を発した。具体的なノルマを設定し、面談を行い実施状況の確認まで行っていた。そうして受注した業務の大半は自社では行わず外部業者へ再々委託していた。